# Aéroport international d'Iloilo
L'aéroport international d’Iloilo (Tagalog : Paliparang Pandaigdig ng Iloilo, Hiligaynon : Pangkalibutan nga Hulugpaan sang Iloilo) (code IATA : ILO • code OACI : RPVI) est un aéroport qui dessert Iloilo, sur l’île de Panay (Visayas occidentales) aux Philippines. Il a été inauguré le 13 juin 2007 remplaçant ainsi l’ancien aéroport de Mandurriao vieux de plus de 50 ans.

## Histoire
C’est en 1998 qu’est lancé le projet pour un nouvel aéroport à Iloilo afin de remplacer celui de Mandurriao, ce dernier ne pouvant être agrandi à cause notamment de zones habités à proximité. Les travaux commencèrent le 14 avril 2004 et furent achevés en mars 2007, pour un budget de 9 milliards de PHP.

## Description
L’aéroport international d’Iloilo est considéré comme l’un des plus modernes des Philippines du fait de sa construction récente. Il a été inauguré en 2007 et a été conçu afin de répondre aux standards actuels. L’aérogare de 12 000 m2 peut accommoder 1,6 million de passagers par an. À proximité de celle-ci se trouve un terminal cargo de 1 300 m2 capable de traiter 11 500 tonnes de fret par an.
La piste de 2 500 m est équipée d’un éclairage et d’un ILS pour les atterrissages de nuit et par mauvais temps.

## Compagnies et destinations
| Compagnies                                | Destinations |
| ----------------------------------------- | --- |
| Air Juan                                  | Cuyo (en), Sipalay |
| Cebu Pacific                              | Cagayan de Oro-Laguindingan, Mactan-Cebu, Davao City-Francisco Bangoy, Général Santos, Hong Kong, Manille-N. Aquino, Puerto Princesa, Singapour-Changi |
| Cebu Pacific opéré par Cebgo              | Mactan-Cebu |
| Philippine Airlines opéré par PAL Express | Mactan-Cebu, Général Santos, Manille-N. Aquino |
| Philippines AirAsia                       | Manille-N. Aquino |

Édité le 20/09/2017

## Situation
| \| 100 km1:11 581 000 \| Sicogon Bacolod Bancasi Basco Busuanga-Coron Calbayog Camiguin Catarman Caticlan Clark Cotabato Cuyo Davao Dipolog General · Santos Iloilo Jolo Kalibo Cagayan de Oro Laoag Legazpi Mactan-Cebu Manille Marinduque Masbate Naga Ormoc Pagadian Puerto · Princesa Roxas Tacloban Sanga · Sanga Sayak Sibulan Subic Bay Surigao San José Bohol Tandag Tugdan Tuguegarao Virac Zamboanga |
| 100 km1:11 581 000 |